# Limeux, Somme

Limeux este o comună în departamentul Somme, Franța. În 1 ianuarie 2022 avea o populație de 141 de locuitori.